# John Benjamins Publishing Company
John Benjamins Publishing Company – holenderskie wydawnictwo zajmujące się wydawaniem treści naukowych.
Nakładem wydawnictwa wychodzą książki i czasopisma z zakresu nauk społecznych i humanistycznych. Firma specjalizuje się w wydawaniu materiałów z zakresu lingwistyki i różnych odłamów nauki o języku. Do innych obszarów zainteresowania należą: kognitywistyka, psychologia, filozofia, terminologia, literaturoznawstwo, historia sztuki.
W 2019 roku nakładem wydawnictwa wyszło 119 nowych tytułów książkowych oraz 85 czasopism.